# Paul Henderson (lekkoatleta)
Paul John Henderson (ur. 13 marca 1971 w Casino w stanie Nowa Południowa Walia) – australijski lekkoatleta specjalizujący się w krótkich biegach sprinterskich, uczestnik letnich igrzysk olimpijskich w Atlancie (1996).

## Sukcesy sportowe
- mistrz Australii juniorów w biegu na 100 metrów – 1990[1]
- dwukrotny mistrz Australii juniorów w biegu na 200 metrów – 1989, 1990
- wicemistrz Australii w biegu na 200 metrów – 1993

| Rok  | Miasto    | Zawody                      | Konkurencja        | Wynik         |
| ---- | --------- | --------------------------- | ------------------ | ------------- |
| 1990 | Płowdiw   | Mistrzostwa świata juniorów | bieg na 200 m      | 7. miejsce    |
| 1993 | Stuttgart | Mistrzostwa świata          | sztafeta 4 x 100 m | 5. miejsce    |
| 1994 | Victoria  | Igrzyska Wspólnoty Narodów  | sztafeta 4 x 100 m | srebrny medal |
| 1995 | Göteborg  | Mistrzostwa świata          | sztafeta 4 x 100 m | srebrny medal |

## Rekordy życiowe
- bieg na 60 metrów (hala) – 6,77 – Göteborg 23/01/1999
- bieg na 100 metrów – 10,27 – Windsor 05/07/1996
- bieg na 200 metrów – 20,63 – Brisbane 06/03/1993